# Rennrodel-Weltcup 2002/03
Die Weltcupsaison 2002/03 im Rennrodeln begann am 18. November 2002 in Park City und endete am 9. Februar 2003 in Winterberg. Der Höhepunkt der Saison waren die 36. Rennrodel-Weltmeisterschaften vom 17. bis zum 23. Februar 2003 im lettischen Sigulda.
Die Saison wurde an sieben Weltcupstationen ausgetragen.

## Weltcupergebnisse
| Datum              | Ort         | Disziplin     | Sieger                                                     | Zweiter                        | Dritter                                   |
| ------------------ | ----------- | ------------- | ---------------------------------------------------------- | ------------------------------ | ----------------------------------------- |
| 18. bis 24.11.2002 | Park City   | Einsitzer (F) | Sylke Otto                                                 | Silke Kraushaar                | Barbara Niedernhuber                      |
| 18. bis 24.11.2002 | Park City   | Einsitzer (M) | Georg Hackl                                                | Markus Kleinheinz              | Albert Demtschenko                        |
| 18. bis 24.11.2002 | Park City   | Doppel (M)    | Mark Grimmette Brian Martin                                | Patric Leitner Alexander Resch | Andreas Linger Wolfgang Linger            |
| 25. bis 30.11.2002 | Calgary     | Einsitzer (F) | Sylke Otto                                                 | Barbara Niedernhuber           | Anke Wischnewski                          |
| 25. bis 30.11.2002 | Calgary     | Einsitzer (M) | Armin Zöggeler                                             | Markus Kleinheinz              | Tyler Seitz                               |
| 25. bis 30.11.2002 | Calgary     | Doppel (M)    | Patric Leitner Alexander Resch                             | Mark Grimmette Brian Martin    | Sebastian Schmidt André Forker            |
| 02. bis 08.12.2002 | Oberhof     | Einsitzer (F) | Silke Kraushaar                                            | Sylke Otto                     | Barbara Niedernhuber                      |
| 02. bis 08.12.2002 | Oberhof     | Einsitzer (M) | Albert Demtschenko                                         | Markus Kleinheinz              | Armin Zöggeler                            |
| 02. bis 08.12.2002 | Oberhof     | Doppel (M)    | Gerhard Plankensteiner Oswald Haselrieder                  | Steffen Skel Steffen Wöller    | Markus Schiegl Tobias Schiegl             |
| 09. bis 15.12.2002 | Altenberg   | Einsitzer (F) | Sylke Otto                                                 | Silke Kraushaar                | Anke Wischnewski                          |
| 09. bis 15.12.2002 | Altenberg   | Einsitzer (M) | Markus Kleinheinz                                          | Armin Zöggeler                 | Georg Hackl                               |
| 09. bis 15.12.2002 | Altenberg   | Doppel (M)    | Andreas Linger Wolfgang Linger                             | Patric Leitner Alexander Resch | Markus Schiegl Tobias Schiegl             |
| 13. bis 19.01.2003 | Lillehammer | Einsitzer (F) | Sylke Otto                                                 | Barbara Niedernhuber           | Anna Orlova                               |
| 13. bis 19.01.2003 | Lillehammer | Einsitzer (M) | Georg Hackl                                                | Markus Kleinheinz              | Wilfried Huber                            |
| 13. bis 19.01.2003 | Lillehammer | Doppel(M)     | Patric Leitner Alexander Resch                             | Mark Grimmette Brian Martin    | André Florschütz Torsten Wustlich         |
| 20. bis 26.01.2003 | Igls        | Einsitzer (F) | Sylke Otto                                                 | Silke Kraushaar                | Barbara Niedernhuber                      |
| 20. bis 26.01.2003 | Igls        | Einsitzer (M) | Georg Hackl                                                | Markus Kleinheinz              | Albert Demtschenko                        |
| 20. bis 26.01.2003 | Igls        | Doppel(M)     | Markus Schiegl Tobias Schiegl                              | Mark Grimmette Brian Martin    | Gerhard Plankensteiner Oswald Haselrieder |
| 03. bis 09.02.2003 | Winterberg  | Einsitzer (F) | Sylke Otto                                                 | Barbara Niedernhuber           | Anke Wischnewski                          |
| 03. bis 09.02.2003 | Winterberg  | Einsitzer (M) | Georg Hackl                                                | David Möller                   | Markus Kleinheinz                         |
| 03. bis 09.02.2003 | Winterberg  | Doppel(M)     | Patric Leitner Alexander Resch Mark Grimmette Brian Martin |                                | André Florschütz Torsten Wustlich         |

## Weltcupstände und erreichte Platzierungen
− = keine Teilnahme | dsq = disqualifiziert | dnf = did not finish („nicht ins Ziel gekommen“) | dns = did not start („nicht angetreten“ – gemeldet, aber kein Start) 

### Endstand im Einsitzer der Frauen
| Rang | Name                 | Land               | PAC | CAL | OBE | ALT | LIL | IGL | WIN | Punkte |
| ---- | -------------------- | ------------------ | --- | --- | --- | --- | --- | --- | --- | ------ |
| 01.  | Sylke Otto           | Deutschland        | 1   | 1   | 2   | 1   | 1   | 1   | 1   | 685    |
| 02.  | Silke Kraushaar      | Deutschland        | 2   | 4   | 1   | 2   | 4   | 2   | 4   | 535    |
| 03.  | Barbara Niedernhuber | Deutschland        | 3   | 2   | 3   | 4   | 2   | 3   | 2   | 525    |
| 04.  | Anke Wischnewski     | Deutschland        | 6   | 3   | 5   | 3   | 6   | 5   | 3   | 420    |
| 05.  | Sonja Manzenreiter   | Österreich         | 4   | 5   | 7   | 5   | 5   | 4   | 7   | 377    |
| 06.  | Veronika Halder      | Österreich         | 7   | 6   | 4   | 6   | 8   | 6   | 6   | 348    |
| 07.  | Anna Orlova          | Lettland           | 19  | 14  | 6   | 7   | 3   | 7   | 11  | 296    |
| 08.  | Brenna Margol        | Vereinigte Staaten | 5   | 8   | 14  | 10  | 10  | 10  | 12  | 265    |
| 09.  | Anastasia Antonowa   | Russland           | 12  | 11  | 11  | 11  | 9   | 14  | 5   | 256    |
| 10.  | Regan Lauscher       | Kanada             | 8   | 10  | 10  | 9   | 11  | 16  | 10  | 248    |

### Endstand im Einsitzer der Männer
| Rang | Name               | Land               | PAC | CAL | OBE | ALT | LIL | IGL | WIN | Punkte |
| ---- | ------------------ | ------------------ | --- | --- | --- | --- | --- | --- | --- | ------ |
| 01.  | Markus Kleinheinz  | Österreich         | 2   | 2   | 2   | 1   | 2   | 2   | 3   | 595    |
| 02.  | Georg Hackl        | Deutschland        | 1   | 4   | 4   | 3   | 1   | 1   | 1   | 590    |
| 03.  | Armin Zöggeler     | Italien            | 8   | 1   | 3   | 2   | 5   | 6   | 6   | 452    |
| 04.  | Albert Demtschenko | Russland           | 3   | 11  | 1   | 4   | 11  | 3   | 10  | 404    |
| 05.  | David Möller       | Deutschland        | 5   | 5   | 7   | 9   | 7   | 5   | 2   | 381    |
| 06.  | Rainer Margreiter  | Österreich         | 4   | 6   | 5   | 8   | 4   | 10  | 18  | 326    |
| 07.  | Karsten Albert     | Deutschland        | 15  | 7   | 6   | 7   | 9   | 8   | 15  | 275    |
| 08.  | Wilfried Huber     | Italien            | 9   | 18  | 11  | 10  | 3   | 9   | 13  | 271    |
| 09.  | Adam Heidt         | Vereinigte Staaten | 7   | 8   | 16  | 11  | 10  | 12  | 8   | 257    |
| 10.  | Denis Geppert      | Deutschland        | 6   | 16  | 10  | 15  | 23  | 7   | 5   | 256    |

### Endstand im Doppelsitzer der Männer
| Rang | Namen                                     | Land        | PAC | CAL | OBE | ALT | LIL | IGL | WIN | Punkte |
| ---- | ----------------------------------------- | ----------- | --- | --- | --- | --- | --- | --- | --- | ------ |
| 01.  | Mark Grimmette Brian Martin               | USA         | 1   | 2   | 4   | 13  | 2   | 2   | 1   | 545    |
| 02.  | Patric Leitner Alexander Resch            | Deutschland | 2   | 1   | 11  | 2   | 1   | 12  | 1   | 536    |
| 03.  | Markus Schiegl Tobias Schiegl             | Österreich  | 6   | 10  | 3   | 3   | 4   | 1   | 6   | 436    |
| 04.  | Andreas Linger Wolfgang Linger            | Österreich  | 3   | 6   | 6   | 1   | 8   | 5   | 11  | 401    |
| 05.  | Steffen Skel Steffen Wöller               | Deutschland | 5   | 11  | 2   | 4   | 7   | 11  | 5   | 369    |
| 06.  | Gerhard Plankensteiner Oswald Haselrieder | Italien     | 9   | 9   | 1   | 7   | 11  | 3   | 10  | 364    |
| 07.  | Ľubomír Mick Walter Marx                  | Slowakei    | 13  | 5   | 12  | 5   | 6   | 8   | 4   | 324    |
| 08.  | Christian Oberstolz Patrick Gruber        | Italien     | 11  | 7   | 7   | 6   | 9   | 4   | 7   | 321    |
| 09.  | Grant Albrecht Eric Pothier               | Kanada      | 4   | 4   | 8   | 10  | 13  | 9   | 8   | 309    |
| 10.  | Kurt Brugger Wilfried Huber               | Italien     | 12  | 13  | 10  | 8   | 12  | 7   | 12  | 250    |